# Parafia Najświętszego Serca Jezusa i Maryi w Fanipolu
Parafia Najświętszego Serca Jezusa i Maryi w Fanipolu (biał. Парафія Найсвяцейшага Сэрца Езуса і Марыі ў Фаніпалі‎) – rzymskokatolicka parafia znajdująca się w archidiecezji mińsko-mohylewskiej, w dekanacie stołpeckim, na Białorusi. Parafię prowadzą Misjonarze Świętej Rodziny.

## Historia
Parafia swoją tradycję wywodzi od zbudowanej w 1751 kaplicy w sąsiednim Wiazynie, ufundowanej przez Ignacego Bohdaszewskiego i będącą filią parafii św. Anny w Kojdanowie. Świątynia ta została zamknięta i zniszczona w czasach sowieckich.
Parafię w Fanipolu erygował w 2000 arcybiskup mińsko-mohylewski kard. Kazimierz Świątek. Msze święte początkowo odprawiano w pałacu kultury, następnie nabyto dom przeznaczony do rozbiórki, który po remoncie pełnił funkcje kaplicy. Jednocześnie starano się o pozwolenie na budowę kościoła. Początkowo władze czyniły trudności, jednak w 2006 została ona udzielona i rozpoczęto budowę. Obecnie budynek jest w stanie surowym, pełni już jednak funkcje liturgicznie.